# Bardejov
Bardejov (allemand : Bartfeld ; hongrois : Bártfa ; polonais : Bardiów) est une ville de Slovaquie située dans la région de Prešov au nord est de la Slovaquie, à 20 km de la frontière polonaise. La ville est peuplée d'environ 33 200 habitants.
Bardejov est inscrite au patrimoine culturel de l'humanité car il s'agit d'un témoignage exceptionnellement bien préservé de la structure économique et sociale des villes médiévales marchandes de l'Europe centrale. La ville est un centre administratif mais aussi un centre d'industrie, de culture et de sport. C'est une ville d'architecture, artistique, historique et qui possède des spécificités culturelles.

## Toponymie
L'origine du nom Bardejov pourrait provenir du mot hongrois bárd (hache) et fa (arbre). Cependant au XIIIe siècle, la région n'était pas habitée par les Hongrois et il est aussi possible que le nom provienne du prénom Bartolomé (en slovaque Bartolomej).

## Géographie
La ville se trouve dans les Carpates occidentales.
La ville est divisée en 6 quartiers:
1. Bardejov
2. Bardejovská Nová Ves
3. Bardejovská Zábava
4. Bardejovské Kúpele
5. Dlhá Lúka (annexé en 1971)
6. Mihaľov

## Histoire
Le territoire actuel de la ville est habité depuis l'âge de pierre. La première référence écrite remonte à l'année 1241. Les moines cisterciens de la cité se plaignent au roi Béla IV de Hongrie d'une violation des frontières de la ville par celle de Prešov. Louis Ier de Hongrie élève la ville au rang de ville libre royale. Fortement fortifiée dès le XIVe siècle, elle est un important centre de commerce avec la Pologne voisine. Elle est au XVe siècle à l'apogée de son développement économique, notamment par la fabrication de la toile. La ville disposait également de moulins, d’une brasserie, d’une briqueterie, d’un assommoir, d’une balance municipale et fut un centre de commerce et d’artisanat. L'âge d'or de la ville prend fin avec le XVIe siècle, après que plusieurs guerres, pandémies et autres catastrophes eurent ravagées le pays.
Il faudra attendre le premier quart de XVIIIe siècle pour que la ville retrouve son essor, avec l'installation en grand nombre de slovaques et de juifs Hassidiques.

## Démographie

### Évolution de la population
| Année:               | 1994.  | 2004.   | 2014.   | 2024.   |
| -------------------- | ------ | ------- | ------- | ------- |
| Nombre de personnes: | 32 800 | 33 400  | 33 060  | 29 788  |
| Différence:          |        | +1,82 % | -1,01 % | -9,89 % |

| Année:               | 2023.  | 2024.   |
| -------------------- | ------ | ------- |
| Nombre de personnes: | 29 964 | 29 788  |
| Différence:          |        | -0,58 % |

## Monuments
Parmi les monuments inévitables, on compte l’église gothique Saint Égide du XIVe siècle, l’ancien Hôtel de Ville de 1511, des maisons bourgeoises gothiques, l’église des franciscains, l’église gréco-catholique, les fortifications municipales, un ensemble d’anciens thermes juifs, la synagogue, des bâtiments industriels et agricoles et d’habitations. 

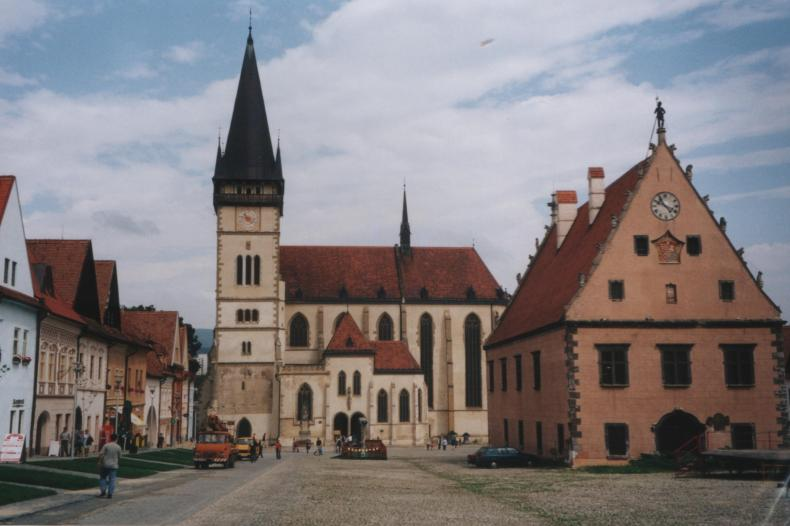
Place de l'Hôtel de Ville
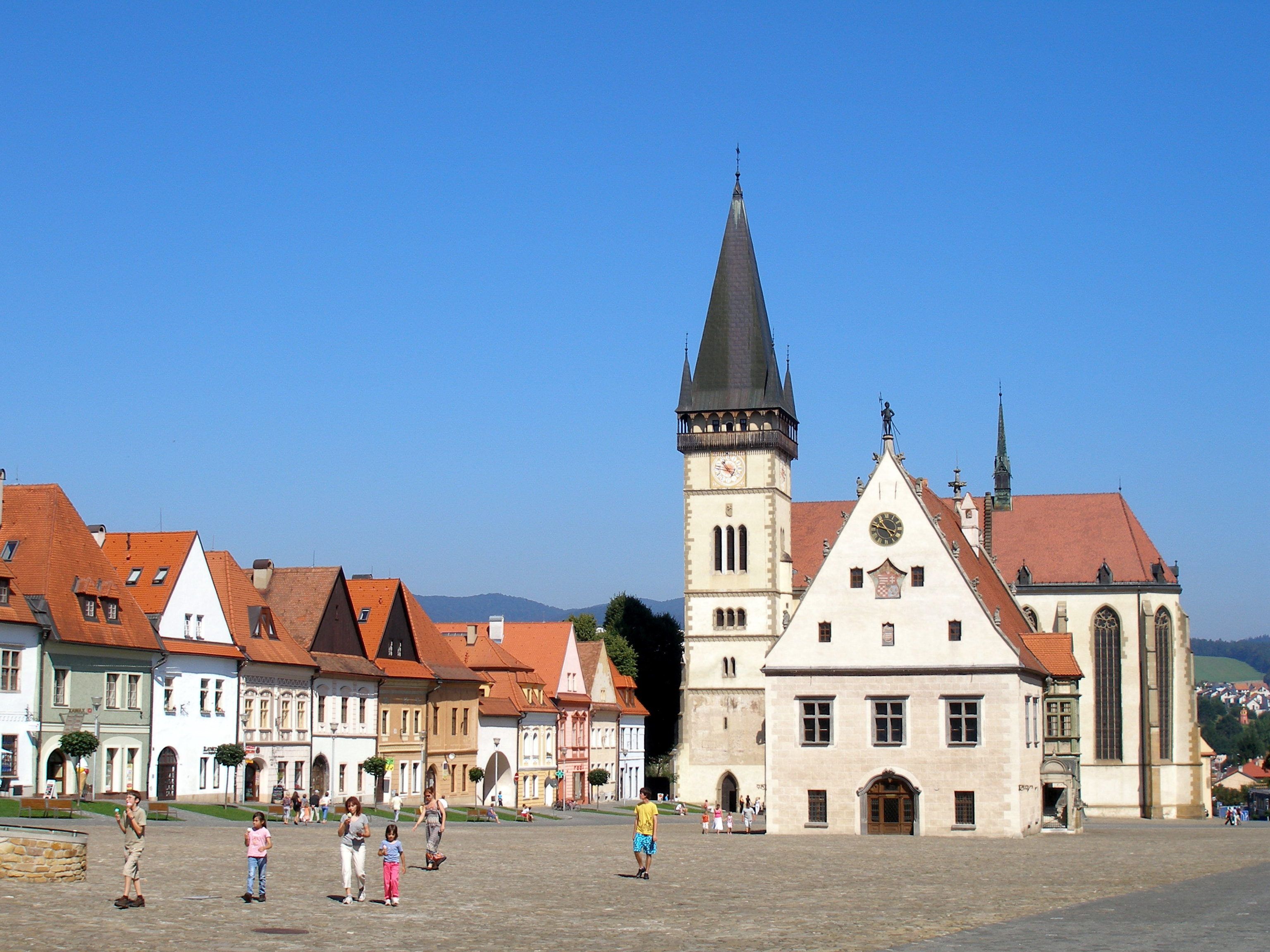
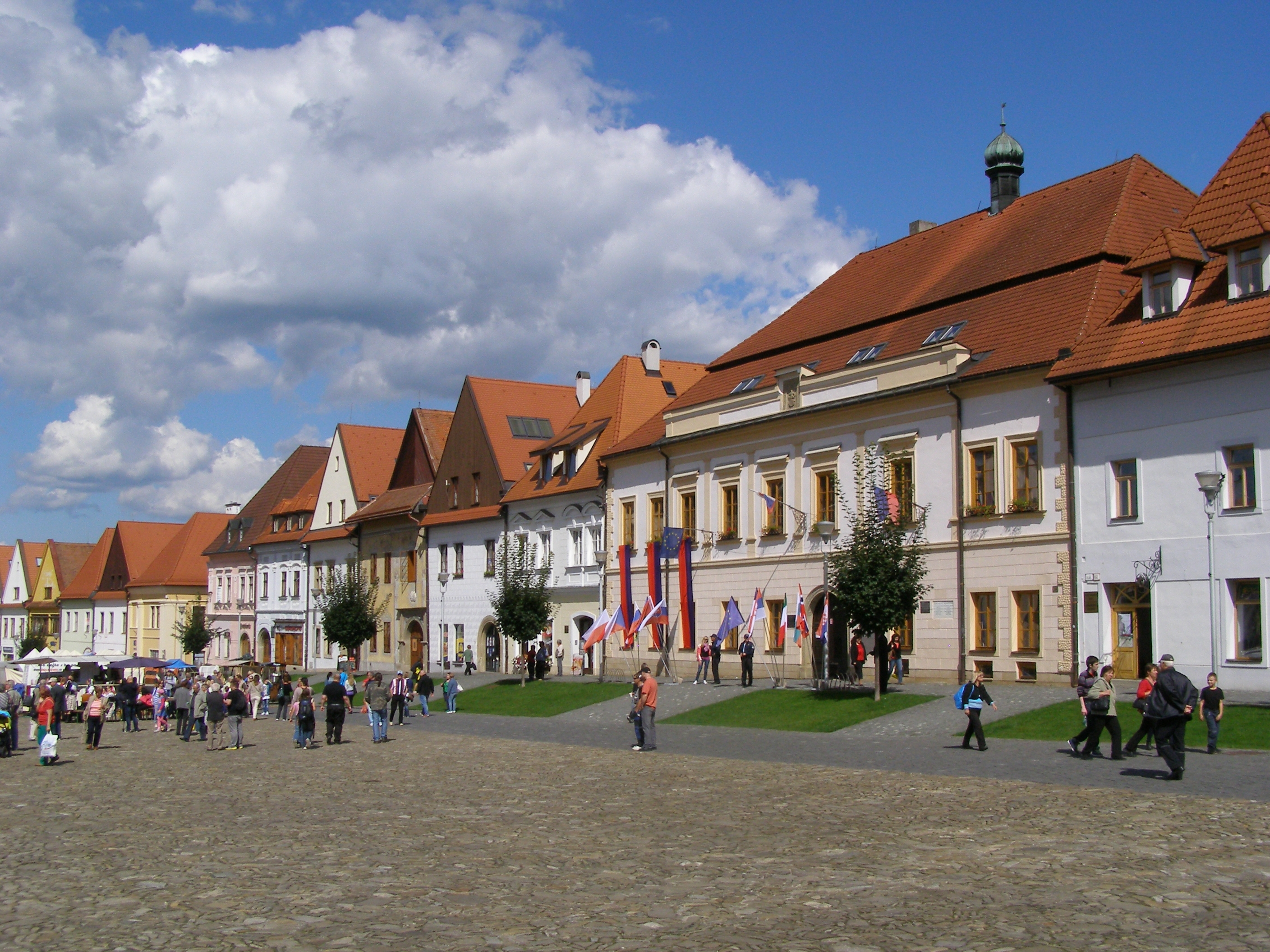
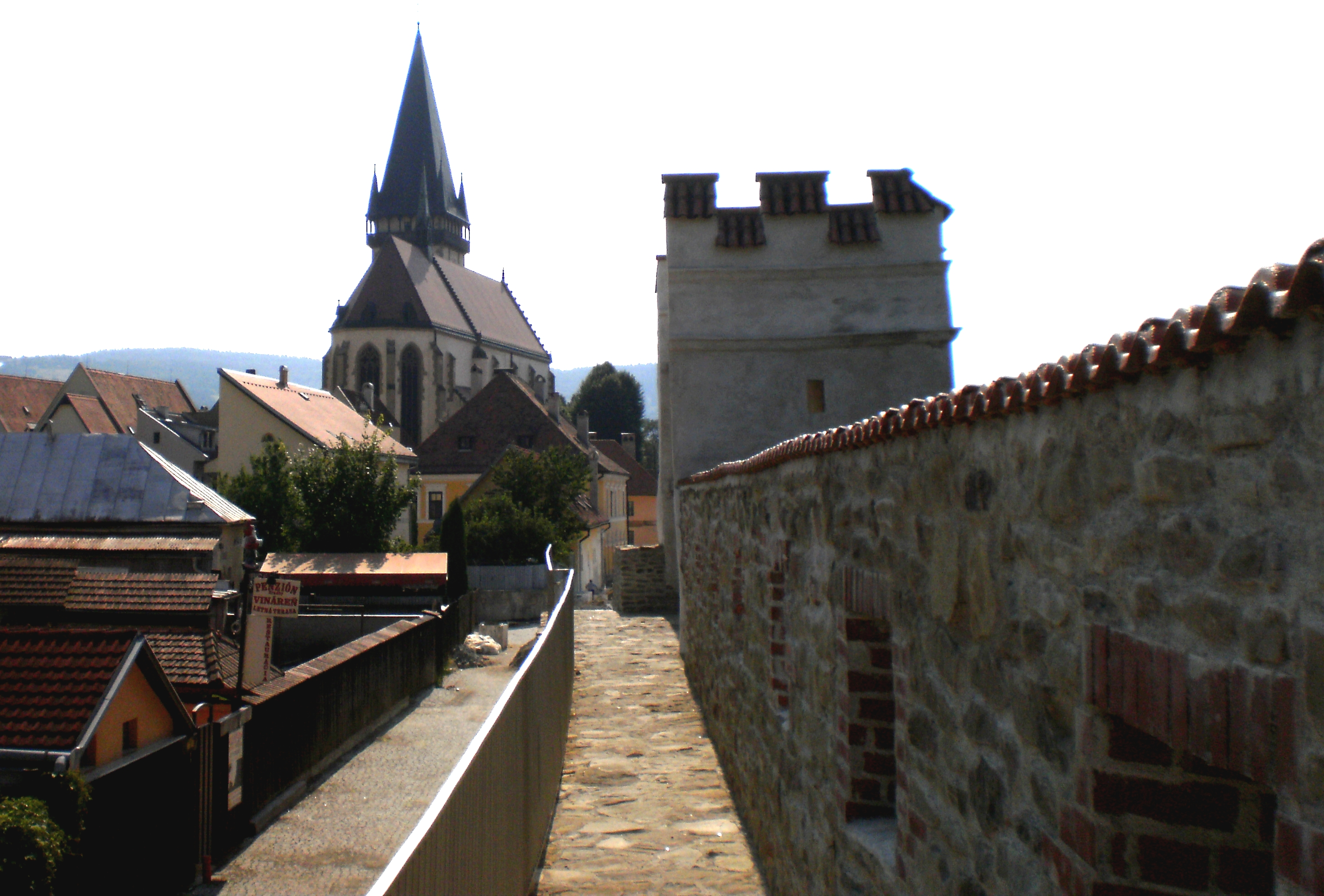
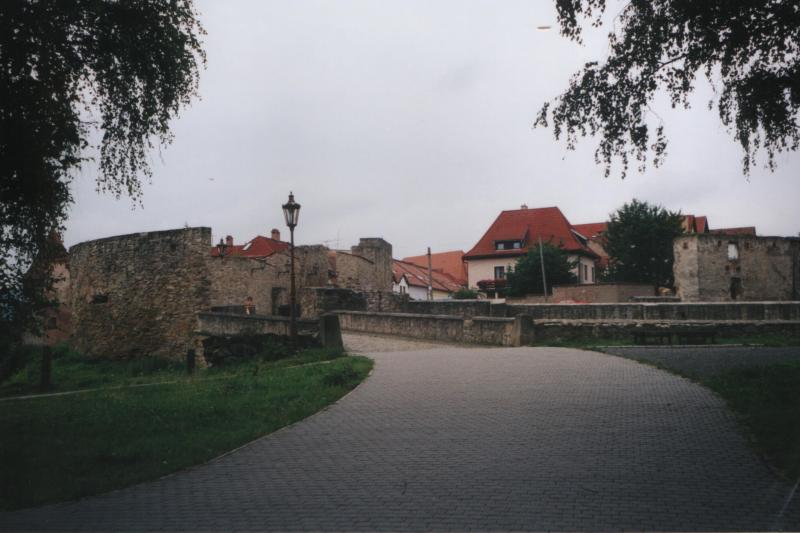
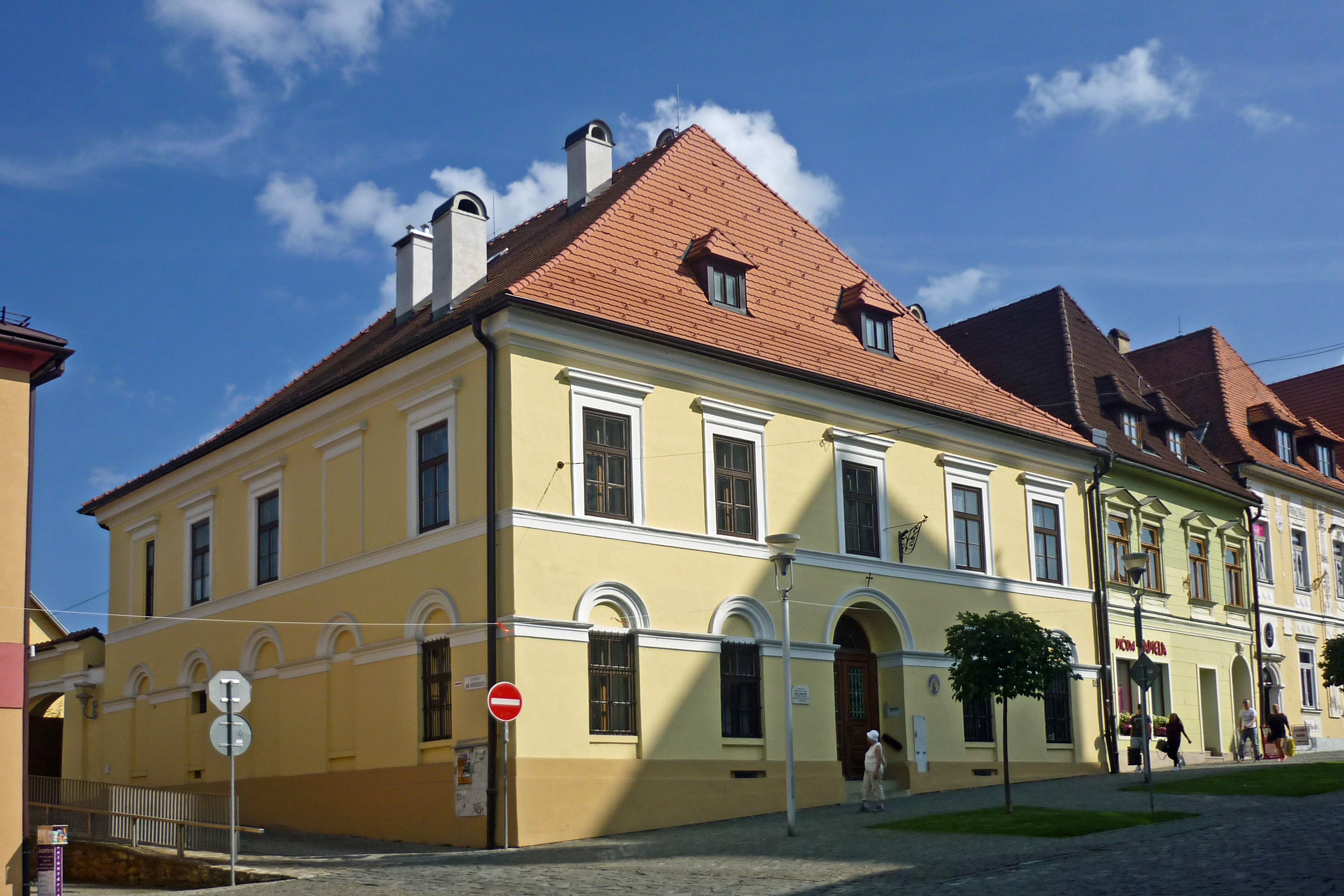

## Jumelage
- Moguilev (Biélorussie)
- Calais (France)